# Mailchimp
Mailchimp es un proveedor de servicios de marketing por correo electrónico y el nombre de la empresa que lo opera, fundada en el año 2001.

## Historia
MailChimp comenzó como un servicio de pago y añadió una versión gratuita ocho años después. El logo de la compañía es un chimpancé, y tanto en el sitio como en sus comunicaciones se incluyen imágenes humorísticas sobre el tema.
Como anunciante de podcasts, MailChimp patrocinó el lanzamiento de Serial, un pódcast que exploraba un caso de asesinato a lo largo de varios episodios. Varias parodias del podcast se dirigieron a su patrocinador (entre las que destaca el meme "MailKimp"). MailChimp también apareció como empresa patrocinadora en una parodia del podcast en un episodio de Saturday Night Live.
En 2016, MailChimp apareció en el séptimo lugar en el ranking Forbes Cloud 100 list.
En 2021, MailChimp fue adquirida por Intuit en una adquisición millonaria, histórica para una empresa sin financiación previa.

## Controversia por Mandrill
En febrero de 2016, MailChimp anunció que fusionaría su servicio de correo electrónico transaccional - Mandrill - en MailChimp como una función complementaria y dio a los clientes 60 días de aviso para cambiar a la nueva estructura de precios o encontrar una plataforma de servicio alternativa. El anuncio fue recibido con críticas generalizadas y la indignación de los clientes debido a la nueva estructura de precios que requería un abono a MailChimp antes de poder comprar créditos Mandrill, lo que resultaba en que los clientes debían pagar por dos productos para acceder a Mandrill.
Anteriormente, los clientes podían comprar créditos Mandrill para enviar correos electrónicos sin registrarse en MailChimp. El precio de los créditos era originalmente $ 9.95 por 25.000 correos electrónicos, pero aumentó a $ 20 por la misma cantidad de correos electrónicos bajo el nuevo esquema de precios. Además de tener que comprar créditos Mandrill, los clientes ahora debían estar en un plan mensual de pago de MailChimp, incluso si el cliente no necesita servicios de MailChimp y sólo quiere tener acceso a Mandrill. Mandrill fue renombrado como MailChimp Transactional.